# Niels Juel (kammerherre)
 Der er flere personer med dette navn, se Niels Juel (flertydig).
Niels Juel (døbt 19. november 1696 i København – 7. april 1766 på Valdemars Slot) var en dansk godsejer, bror til Carl Juel.
Juel var en søn af etatsråd Knud Juel (død 1709). 1714 tiltrådte han stamhuset Taasinge, blev 1717 kammerjunker og karakteriseret ritmester, 1718 virkelig ritmester ved 1. fynske rytterregiment, men tog allerede 1723 sin afsked med oberstløjtnants karakter, hvorpå han tog bopæl på Valdemars Slot, hvor han holdt et lille hof, og hvor han, der var en ivrig ven af videnskaber og kunst, samlede en kreds af sangere, musikere og skuespillere om sig; Ambrosius Stub opholdt sig således en tid her i hans hus. Han var tillige en dygtig og efter sin tid sjælden fremsynet godsejer, der opbyggede en by på Vemmenæs, indkaldte fremmede bomuldsvævere, lærte sine bønder at dyrke kløver og avle frugt osv., men var i øvrigt for dem en streng og brutal herre. 1746 blev han kammerherre og døde 7. april 1766. Han var også patron for Roskilde Kloster.
Han var 26. september 1720 blevet gift med Sophie Amalie Parsberg (død 1788), datter af Verner Parsberg til Eskær, men ægteskabet var barnløst, hvorfor broderen Carl arvede stamhuset.
Han er begravet i Bregninge Kirke.
Der findes et portrætmaleri, måske af Hans Christian Borch (Valdemars Slot). Maleri af Johan Hörner (Juelsberg), forstørret kopi (Valdemars Slot). Maleri i hel figur (sammesteds). Maleri formentlig forestillende Juel (Roskilde Kloster).